# Llei dels volums de combinació

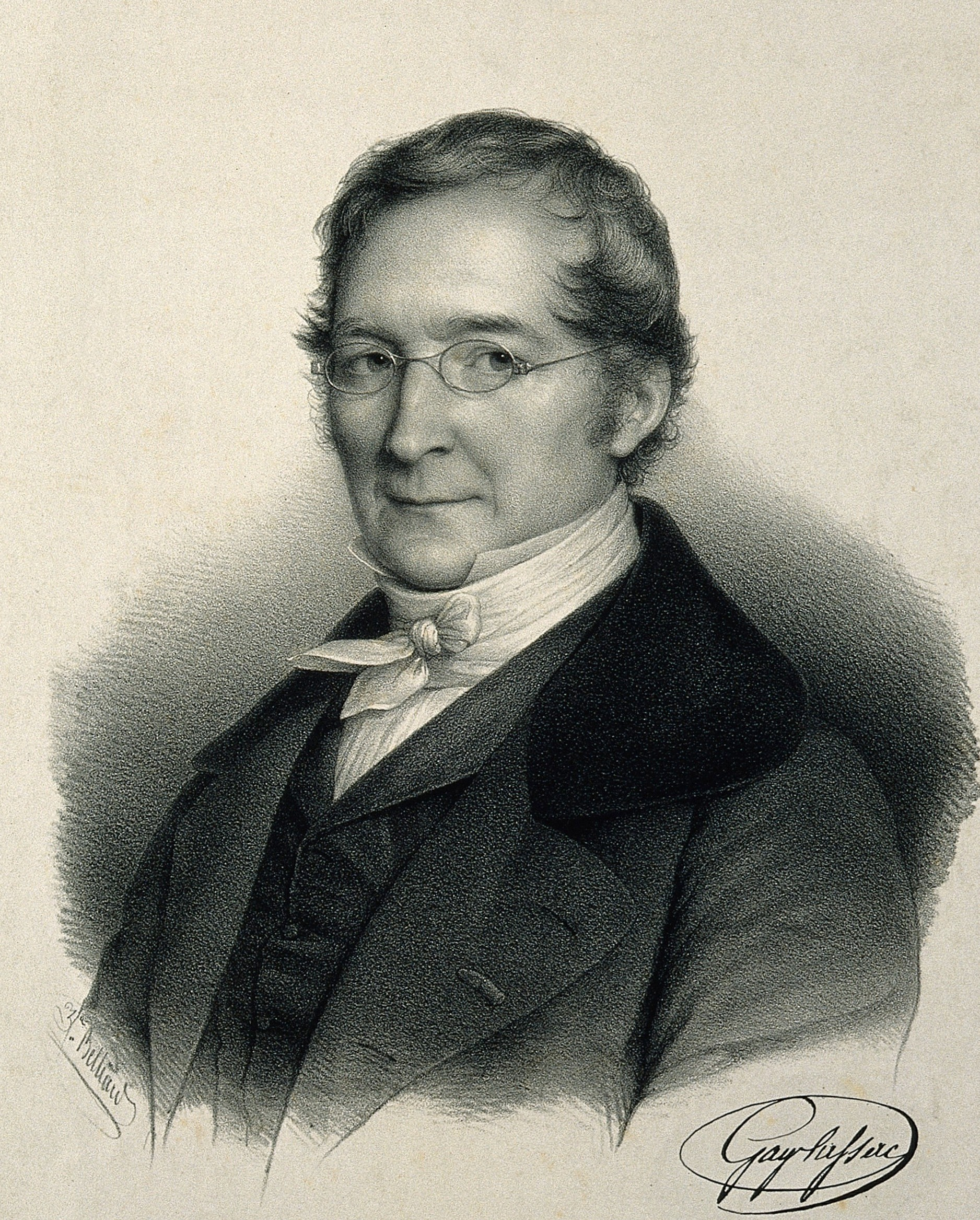
Joseph Louis Gay-Lussac

La llei dels volums de combinació va ser enunciada el 1808 pel químic francès Joseph Louis Gay-Lussac (1778-1850) a conseqüència de les experiències realitzades amb diferents reaccions químiques entre gasos. Diu així:
Els volums de totes les substàncies gasoses que intervenen en una reacció química estan entre si en una relació constant i molt senzilla de nombres enters.

## Història
Joseph-Louis Gay-Lussac va realitzar l'any 1805 una sèrie d'experiments amb Alexander von Humboldt (1769-1859) en els quals descobriren que 100 volums d'oxigen es combinen amb 200 volums d'hidrogen i el resultat són només 200 volums de vapor d'aigua. És a dir, es produeix una contracció del volum total igual a 100 volums, ja que el volum de reactius és de 300 volums.
Prosseguint amb aquest estudis Gay-Lussac publicà l'any 1809 la seva llei dels volums de combinació. les seves mesures eren molt acurades i dedicaven especial atenció a la contracció de volum que es produïa en moltes reaccions i que seguia una llei regular. Aquests experiments foren revisats per Berthollet i Davy arribant a les mateixes conclusions.
Algunes de les combinacions que Gay-Lussac investigà foren:
- La reacció entre H₂ i Cl₂ que reaccionen en una relació 1:1 sense contracció de volum 1 + 1 → 2.
- La reacció entre CO i O₂ que ho fan en una relació 2:1 contracció de volum 2 + 1 → 2.
- La del BF₃ i el NH₃ que ho fan en una relació de 1:1 o de 1:2.
- La del CO i el NH₃ que poden reaccionar en relacions 1:1 o 1:2.
- I la reacció, especialment intrigant, entre N₂ i O₂ que podia ser 2:1, 1:1 i 2:1.

En alguns casos es produïa una contracció del volum però en altres casos no.
A Anglaterra, el químic John Dalton (1766-1844) afirmava en el seu llibre A New System of Chemical Philosophy (1808) que els àtoms iguals no es podien combinar, degut a les seves repulsions mútues, i suggeria que les regularitats de les combinacions s'haurien d'observar en els pesos atòmics però no en els volums. A més les reaccions entre gasos haurien de produir sempre un descens del nombre d'àtoms i, per tant sempre haurien de produir una contracció del volum, cosa que no es complia sempre.
La solució del problema la donà el químic italià Stanislao Cannizzaro (1826-1910) en el congrés de Karlsruhe (1860) on distingí entre pesos atòmics i pesos moleculars basant-se en la hipòtesi del seu mestre, el també químic italià Amedeo Avogadro (1776-1856) que, inspirat en la llei de Gay-Lussac formulà el 1811 l'anomenada hipòtesi d'Avogadro: Volums iguals de gasos en idèntiques condicions de pressió i temperatura contenen el mateix nombre de molècules. Cannizzaro deixà clar que podien existir molècules diatòmiques homonuclears, com ara N₂, O₂, Cl₂,... i heteronucleras, com CO, NO, HCl,... A algunes de les combinacions que tenien lloc en la relació 1:1, es produïa sempre un intercanvi d'àtoms i no hi havia contracció de volum.
Actualment podem simbolitzar algunes d'aquestes reaccions així:
- 2 H2(g) + O2(g) → 2 H₂O(g) (contracció de volum 2 + 1 → 2)

- H2(g) + Cl2(g) → 2 HCl(g) (no hi ha contracció de volum 1 + 1 → 2)

- 2 CO(g) + O2(g) → 2 CO2(g) (contracció de volum 2 + 1 → 2)

- 2 N2(g) + O2(g) → 2 N₂O(g) (contracció de volum 2 + 1 → 2)

- N2(g) + O2(g) → 2 NO(g) (no hi ha contracció de volum 1 + 1 → 2)

- N2(g) + 2 O2(g) → 2 NO2(g) (contracció de volum 1 + 2 → 2)